# Saint-Martin-du-Var
Saint-Martin-du-Var – miejscowość i gmina we Francji, w regionie Prowansja-Alpy-Lazurowe Wybrzeże, w departamencie Alpy Nadmorskie.

## Demografia
Według danych na rok 2010 gminę zamieszkiwało 2576 osób, a gęstość zaludnienia wynosiła 460,8 osób/km² (w roku 1990 wśród 963 gmin regionu Prowansja-Alpy-Lazurowe Wybrzeże, Saint-Martin-du-Var plasowało się na 278. miejscu pod względem liczby ludności, natomiast pod względem powierzchni na miejscu 791.).